# René-Jean
René-Jean, nom de plume de René Hippolyte Jean, né à Paris le 15 mars 1879 où il est mort le 23 novembre 1951, est un bibliothécaire, critique d'art et conservateur français.

## Biographie
René-Jean est d’origine picarde par son père et franc-comtoise par sa mère ; il a un lien de parenté avec le peintre Edmond Aman-Jean et avec Jules Maciet, mécène et fondateur de la bibliothèque du Musée des Arts décoratifs. Aman-Jean et Jules Maciet sont cousins issus de germains et René-Jean, plus jeune, est leur petit-cousin.
Après avoir passé son enfance en Haute-Saône où sa mère s’était réfugiée après la mort de son mari qui l’avait laissée sans ressources, il arrive à Paris vers 1895. D’abord employé dans une banque, il commence à faire de la critique d’art dans La Revue dorée vers 1901.
Il entre à la Bibliothèque des Arts décoratifs en 1904. Il y fait la connaissance de Paul Perdrizet, archéologue nancéien, avec qui il tente de retrouver les tableaux de la collection Campana, dispersés de 1863 à 1876. En 1908 il est engagé par Jacques Doucet pour l’aider à constituer la bibliothèque d’Art et d’Archéologie (maintenant bibliothèque de l’Institut national d'histoire de l'art). Il écrit dans différentes revues (« La peinture aux Salons de 1910 » dans Art & Décoration, « Les salons de 1911 » dans La Gazette des Beaux Arts).
La Première Guerre mondiale entraine la fermeture de la bibliothèque d'Art et d'Archéologie, puis, sa donation à l'Université de Paris le 1er janvier 1918. René-Jean est mobilisé comme garde-voie puis envoyé à Berne pour diriger la propagande française en Suisse. Récupéré par l'armée en 1917, il est rendu à la vie civile en 1919.
Grâce à Raoul Dufy il est nommé conservateur du musée de la Guerre à Vincennes (aujourd'hui le musée d'histoire contemporaine département de La Contemporaine à Nanterre). À partir de 1920, tout en continuant à écrire dans les revues, René-Jean fait partie de l'équipe de grands quotidiens : Comœdia de 1920 à 1936, Le Temps de 1936 à 1942 (40 à 50 articles par an), Le Petit Provençal (quotidien marseillais) (20 articles par an). Il suit de près l'activité artistique (Petites expositions), l'évolution des institutions (musée des Écoles étrangères) et de 1920 à 1942 analyse en détail les salons parisiens.
La Seconde Guerre mondiale interrompt ses activités, puis en décembre 1944, il fait partie de l'équipe de départ du Monde dans lequel il publie de 1945 à 1950 une centaine d'articles par an. Il a préfacé de nombreuses expositions et publié livres et plaquettes. Il demeure alors 27 rue de Choiseul (c'est là que sa fille Sabine meurt le 13 février 1946).
La correspondance reçue par René-Jean au cours des cinquante premières années du XXe siècle est déposée depuis le 7 juin 2011 à la bibliothèque Jacques Doucet de l’Institut national d'histoire de l'art (INHA).
Il était officier de la Légion d'honneur.

## Publications
- La Galerie Campana et les musées français, Paul Perdrizet et René-Jean, Bordeaux, Feret et fils, 1907
- Les Arts de la Terre, Paris, H Laurens 1911
- L’Art français à Saint Petersbourg, Paris, Goupil 1912
- Puvis de Chavanne, Paris, Felix Alcan, 1914
- Jean Marchand, Paris, NRF, 1920
- Dix aquarelles, sanguines et pastels de Renoir, Genève, Georg, 1921
- André Dunoyer de Segonzac, Paris, NRF, 1921
- Femmes, bois gravés de Gaspard Maillol, préface de René-Jean, Le Mans, R.N. Raimbault, sd.
- Maurice Asselin, Paris, Crès, 1928
- Albert et Philippe Besnard, in l'Art belge, revue franco-belge du mouvement artistique, mars 1928
- Emile Antoine Bourdelle, Coïmbra, Coïmbra Editora, 1930
- Corot, Paris, Crès, 1931
- Raoul Dufy, Paris, Crès, 1931
- Maillol, Paris, Braun, 1934 (voir Aristide Maillol)
- Raymond Legueult, Paris, Sequana, 1943
- Jacques Villon, Paris, Braun, 1945
- Dix estampes originales de Charles Lacoste, présentation de René-Jean, Paris, Rombaldi, 1946
- Gauguin, Paris, Braun, 1948
- Alexis Gritchenko,René-Jean et Paul Fierens, Paris, Les Quatre Vents, 1948
- Jacques Villon ou l’art glorieux, René-Jean et Paul Éluard, Paris, Louis Carré, 1948
- En Provence avec le peintre Seyssaud, René-Jean et Jean Tourette, Marseille, Blanc-Berto, 1949 (voir René Seyssaud)